# Doreen Porter
Doreen Porter (Doreen Helen Porter, später Porter-Shann; * 21. Juli 1941 in Auckland) ist eine ehemalige neuseeländische Sprinterin.
1962 gewann sie bei den British Empire and Commonwealth Games in Perth Silber über 100 Yards und Bronze mit der neuseeländischen 4-mal-110-Yards-Stafette. Über 220 Yards wurde sie Sechste.
Bei den Olympischen Spielen 1964 in Tokio erreichte sie über 100 m das Viertelfinale und über 200 m das Halbfinale.
1961, 1962 und 1964 wurde sie sowohl über 100 Yards wie auch über 220 Yards Neuseeländische Meisterin.

## Persönliche Bestzeiten
- 100 Yards: 10,6 s, 1964
- 100 m: 11,77 s, 15. Oktober 1964, Tokio
- 220 Yards: 24,0 s, 1964 (entspricht 23,9 s über 200 m)